# Albrecht Brandi
Albrecht Brandi (Dortmund, 20 de juny del 1914 – Dortmund, 6 de gener del 1966) va ser un comandant de submarí alemany durant la Segona Guerra Mundial. Conjuntament amb Wolfgang Lüth va ser l'únic membre de la Kriegsmarine que van ser condecorats amb la Creu de Cavaller de la Creu de Ferro amb Fulles de Roure, Espases i Diamants. Brandi és conegut per ser un comandant d'U-boat agressiu i atrevit.
Durant la seva carrera naval Brandi destruí 12 vaixells, incloent un minador i dos destructors. Amb aquestes 3 victòries Brandi esdevingué el comandant de submarins que destruí més naus de guerra. Malgrat això, no és pas el comandant amb més vaixells enfonsats (aquest és Otto Kretschmer, amb 47 victòries). Brandi ocupa el número 24 de la llista de comandants de submarí alemanys amb més victòries.

## Biografia
Brandi s'allistà el 1935 a la Kriegsmarine i estudià a bord del creuer Emden. Després de graduar-se esdevingué comandant del minador "M-1". Durant el primer any de la Segona Guerra Mundial, Brandi netejà diversos camps de mines al mar del Nord.
L'abril del 1941 Brandi inicià el seu entrenament pels submarins a Neustadt in Holstein. Entre maig de 1941 i abril de 1942, Brandi va ser Kommandantenschüler (Comandant en pràctiques) a bord del U-522, comandat pel famós Erich Topp durant 3 patrulles. El 9 d'abril de 1942 Brandi va rebre el comandament del seu propi submarí, l'U-617, completant l'entrenament habitual amb la nova nau a la 5 U-boat Flotilla.

### Guerra a la Mediterrània
Per a la seva primera patrulla, Brandi abandonà Kiel a l'agost de 1942, operant a les Aproximacions Occidentals abans d'arribar a St. Nazaire a l'octubre. Durant aquest període Brandi destruí quatre mercants. A la seva segona patrulla, al novembre de 1942, Brandi va haver de dirigir-se cap a la Mediterrània. Per arribar al seu destí Brandi havia de travessar el molt vigilat estret de Gibraltar. Decidí travessar-lo navegant de nit per la superfície amb els motors aturats, deixant-se conduir pels corrents de l'estret (que en superfície van de l'Atlàntic a la Mediterrània). Durant aquest extremadament perillós viatge, Brandi va ser descobert per un bombarder Short Sunderland que deixà anar dues càrregues de profunditat; però les bombes fallaren l'objectiu i Brandi aconseguí superar l'estret. Durant la seva patrulla Brandi reclamà haver enfonsat un destructor i danyat un petroler, tot i que cap dels dos va ser confirmat pels registres aliats.
A la Mediterrània, l'U-617 va ser assignat a la 29a Flotilla d'U-boat, amb base a La Spezia i a Toló, comandada per Fritz Frauenheim. Durant 1943 Brandi realitzà diverses patrulles per la Mediterrània, apuntant cap a naus de guerra britàniques que atacaven els combois alemanys i italians vitals per l'Afrikakorps al nord d'Àfrica.
La Mediterrània oferia diversos desafiaments per a un capità de submarí. Aquelles aigües oferien poques oportunitats de navegar per sota l'aigua i els britànics tenien cobertura aèria sobre tota la meitat sud del mar. Això, conjuntament amb el fet que els seus adversaris eren vaixells de guerra o combois molt protegits, fan els èxits de Brandi molt remarcables.
En la seva tercera patrulla, el desembre de 1942, Brandi enfonsà el remolcador oceànic St Issey, a més de dos mercants més.
El desembre de 1943 Brandi enfonsà el minador britànic HMS Welshman a poques milles de la costa de Malta. La destrucció d'aquest vaixell va ser important, car com a minador era una part important de la defensa de Malta. Per aquesta victòria va ser condecorat amb la Creu de Cavaller de la Creu de Ferro. A més enfonsà dos vaixells d'un comboi ben protegit. L'abril del 1943 Brandi reclamà l'enfonsament d'un creuer lleuger a 40 milles de la costa de Gibraltar. Brandi va ser condecorat amb les Fulles de Roure per a la seva Creu de Cavaller; tot i que l'enfonsament no va ser confirmat.
Als mesos de juny i juliol realitzà dues patrulles més, tot i que sense èxit.
El setembre del 1943, en la darrera patrulla del U-617, Brandi enfonsà el HMS Puckeridge, un destructor classe Hunt davant Gibraltar. Uns dies després, el 12 de setembre, va ser atacat per avions britànics davant la costa de Marroc. La tripulació antiaèria reclamà haver abatut un avió, tot i que no va ser confirmat, mentre que 3 bombes queien prop del U-617. Els danys van ser tan seriosos que Brandi decidí abandonar el vaixell. Després d'evacuar la tripulació en bots de goma, l'U-617 va ser enfonsat mitjançant càrregues de demolició. Aconseguiren arribar a la costa i van ser internats per tropes espanyoles. Brandi va ser confinat a un camp per a oficials prop de Cadis, i des d'allà aconseguí tornar a Alemanya.
El gener de 1944 Brandi tornà a Toló i prengué el comandament del U-380. Brandi completà una patrulla amb l'U-380, però aquest va ser destruït el 13 de març de 1944 Toló per un atac de bombarders de la 9a Força Aèria. L'abril del 1944 Brandi esdevingué comandant del U-967. Durant la seva primera patrulla, al maig de 1944, Brandi enfonsà el destructor USS Fechteler. A continuació rebé les Espases per afegir a la seva Creu de Cavaller.
Durant la seva següent patrulla amb l'U-967 al juny de 1944, Brandi va estar molt malalt i va haver de tornar a la base. A continuació va ser nomenat comandant de tots els submarins al Bàltic oriental. Durant el seu comandament, diversos vaixells van ser enfonsats al Bàltic, i Brandi va afegir els Diamants a la Creu de Cavaller. Durant el darrer any de la guerra comandà una petita flota de submarins.
Després de la guerra començà una carrera com a arquitecte.

## Historial militar

### Victòries
Durant el seu servei d'U-boat Branri reclamà haver enfonsat 26 vaixells, 100.000 GRT.
El total confirmat va ser:
- 8 vaixells enfonsats, amb un total de 25.879 GRT
- 1 vaixell de guerra auxiliar enfonsat amb un total de 810 GRT
- 3 vaixells de guerra enfonsats amb un total de 5.000 GRT

| Data                   | U-boat | Nom del vaixell        | Nationalitat | Tonnage | Destí    |
| ---------------------- | ------ | ---------------------- | ------------ | ------- | -------- |
| 7 de setembre de 1942  | U-617  | Tor II                 | feroes       | 292     | enfonsat |
| 23 de setembre de 1942 | U-617  | Athelsultan            | britànic     | 8,882   | enfonsat |
| 23 de setembre de 1942 | U-617  | Tennessee              | britànic     | 2,342   | enfonsat |
| 24 de setembre de 1942 | U-617  | Roumanie               | belga        | 3,563   | enfonsat |
| 28 de desembre de 1942 | U-617  | HMS St. Issey (W25)    | britànic     | 810     | enfonsat |
| 15 de gener de 1943    | U-617  | Annitsa                | grec         | 4,324   | enfonsat |
| 15 de gener de 1943    | U-617  | Harboe Jensen          | noruec       | 1,862   | enfonsat |
| 1 de febrer de 1943    | U-617  | HMS Welshman (M84)     | britànic     | 2,650   | enfonsat |
| 5 de febrer de 1943    | U-617  | Corona                 | noruec       | 3,264   | enfonsat |
| 5 de febrer de 1943    | U-617  | Henrik                 | noruec       | 1,350   | enfonsat |
| 6 de setembre de 1943  | U-617  | HMS Puckeridge (L108)  | britànic     | 1,050   | enfonsat |
| 5 de maig de 1944      | U-967  | USS Fechteler (DE-157) | estatunidenc | 1,300   | enfonsat |

### Promocions
Offiziersanwärter - 5 d'abril de 1935
Seekadett – 25 de setembre de 1935
 Fähnrich zur See – 1 de juliol de 1936
 Oberfähnrich zur See - 1 de gener de 1938
 Leutnant zur See - 1 d'abril de 1938
 Oberleutnant zur See - 1 d'octubre de 1939
 Kapitänleutnant - 1 d'octubre de 1942
 Korvettenkapitän - 8 de juny de 1944
 Fregattenkapitän – 18 de desembre de 1944

### Condecoracions
Passador de Combat de Submarins
 Insígnia de Guerra dels Submarins en Or i Diamants (abril de 1943)
 Creu de Ferro de 2a classe
 Creu de Ferro de 1a classe
  Creu de Cavaller de la Creu de Ferro amb Fulles de Roure, Espases i Diamants
 Creu de Cavaller de la Creu de Ferro – 21 de gener de 1943 com a Kapitänleutnant i comandant del U-617
 Fulles de Roure – 11 d'abril de 1943 com a Generalmajor i comandant del U-617 (224è)
 Espases – 9 de maig de 1944 com a Kapitänleutnant i comandant del U-380 (66è)
 Diamants – 24 de novembre de 1944 com a Korvettenkapitän i comandant del U-967 (22è)
1 menció al Wehrmachtbericht (12 d'abril de 1942)
  Medalla al Valor Militar de Plata (Itàlia)